# Parlamentswahl in Aserbaidschan 2010
Die Parlamentswahl in Aserbaidschan 2010 fand am 7. November 2010 in Aserbaidschan statt.

## Hintergrund
Es wurden die Sitze für die Nationalversammlung der Republik Aserbaidschan neu verteilt. Die letzte Wahl war die Parlamentswahl 2005.
Bei der Wahl traten rund 700 Kandidaten für 125 Sitze an. 4,9 Millionen Menschen waren wahlberechtigt.
Die Opposition warf der Regierung im Vorfeld der Wahl Manipulation vor.

## Ergebnis
Die Regierungspartei Neues Aserbaidschan gewann 72 der 125 Sitze. Das war ein Plus von 9 Sitzen. 48 Sitze gingen an unabhängige Kandidaten. Zwei Sitze gingen an die Mutterlandspartei, Drei Sitze an die „Bürgerliche Solidaritätspartei“.
Laut der Opposition wurden die Wahlen offen gefälscht. So soll es in manchen Wahlbezirken möglich gewesen sein, mehrfach zu wählen.
- Partei Neues Aserbaidschan: 72
- Bürgerliche Solidaritätspartei: 3
- Mutterlandspartei: 2
- Unabh. und Sonst.: 48

| Partei                                                               | Stimmen   | Anteil  | Sitze |
| -------------------------------------------------------------------- | --------- | ------- | ----- |
| Partei Neues Aserbaidschan (Yeni Azərbaycan Partiyası)               | 1.104.528 | 45,8 %  | 72    |
| Musavat (Müsavat Partiyası)                                          | 42.551    | 1,8 %   | —     |
| Bürgerliche Solidaritätspartei (Vətəndaş Həmrəyliyi Partiyası)       | 37.994    | 1,6 %   | 3     |
| Mutterlandspartei (Ana Vətən Partiyası)                              | 32.935    | 1,4 %   | 2     |
| Volksfront-Partei Aserbaidschans (Azərbaycan Xalq Cəbhəsi Partiyası) | 31.068    | 1,3 %   | —     |
| Unabhängige und andere                                               | 1.160.053 | 48,2 %  | 48    |
| Gesamt (Wahlbeteiligung 50,1 %)                                      | 2.409.129 | 100,0 % | 125   |
| Quelle:                                                              |           |         |       |